# 李恩知
李恩知（韩语： I Eunji，2006年7月23日—），韩国女子游泳运动员，主攻仰泳，曾获得2022年亚洲运动会女子100米仰泳、女子200米仰泳和女子4×200米自由泳接力铜牌，她也曾参加2020年夏季奥林匹克运动会，未能晋级半决赛。